# ماريا فاولر
ماريا فاولر (بالإنجليزية: Maria Fowler)‏ وهي عارضة أزياء وممثلة إنجليزية بريطانية ولدت في يوم 15 أغسطس 1986 في مدينة ديربي في إنجلترا في المملكة المتحدة مثلت في مسلسل The Only Way Is Essex في 2010 و2011 وهي حالياً صديقة لاعب كرة القدم لي كروفت.